# Haneda nemzetközi repülőtér
A Tokiói nemzetközi repülőtér (東京国際空港, Tōkyō Kokusai Kūkō, Haneda International Airport) (IATA: HND, ICAO: RJTT) egy nemzetközi repülőtér Tokióban, Japánban.

## Légitársaságok
- JL (Japan Airlines): Seoul, Taipei, Peking, Shanghai, Hong Kong, Bangkok, Singapore, Honolulu, San Francisco, Paris
- NH (All Nippon Airways): Seoul, Peking, Shanghai, Hong Kong
- KE (Korean Air)
- OZ (Asiana Airlines)
- CI (China Airlines)
- CA (Air China)
- CX (Cathay Pacific)
- TG (Thai Airways)
- BA (British Airways)
- AA (American Airlines)
- DL (Delta Airlines)

## Forgalom
Az utasforgalom az elmúlt években az alábbi módon változott:
| Utasok száma | 56 402 206 | 61 079 478 | 63 303 843 | 66 823 414 | 64 211 074 | 66 720 445 | 75 254 942 | 85 300 301 | 30 965 027 | 50 334 354 |
|              | 2000       | 2002       | 2005       | 2007       | 2010       | 2012       | 2015       | 2017       | 2020       | 2022       |